# 小行星9327
小行星9327（9327 Duerbeck）是一颗绕太阳运转的小行星，为主小行星带小行星。该小行星于1989年9月26日发现。

## 轨道参数
小行星9327的轨道半长轴为2.8720344 UA，离心率为0.152。